# راي فاغنر
راي فاغنر (بالإنجليزية: Ray Wagner)‏ هو لاعب كرة قدم أمريكية أمريكي، ولد في 25 فبراير 1902 في بوفالو في الولايات المتحدة، وتوفي في 3 ديسمبر 1990 في سانت بيترسبرغ في الولايات المتحدة.